# Albunéa

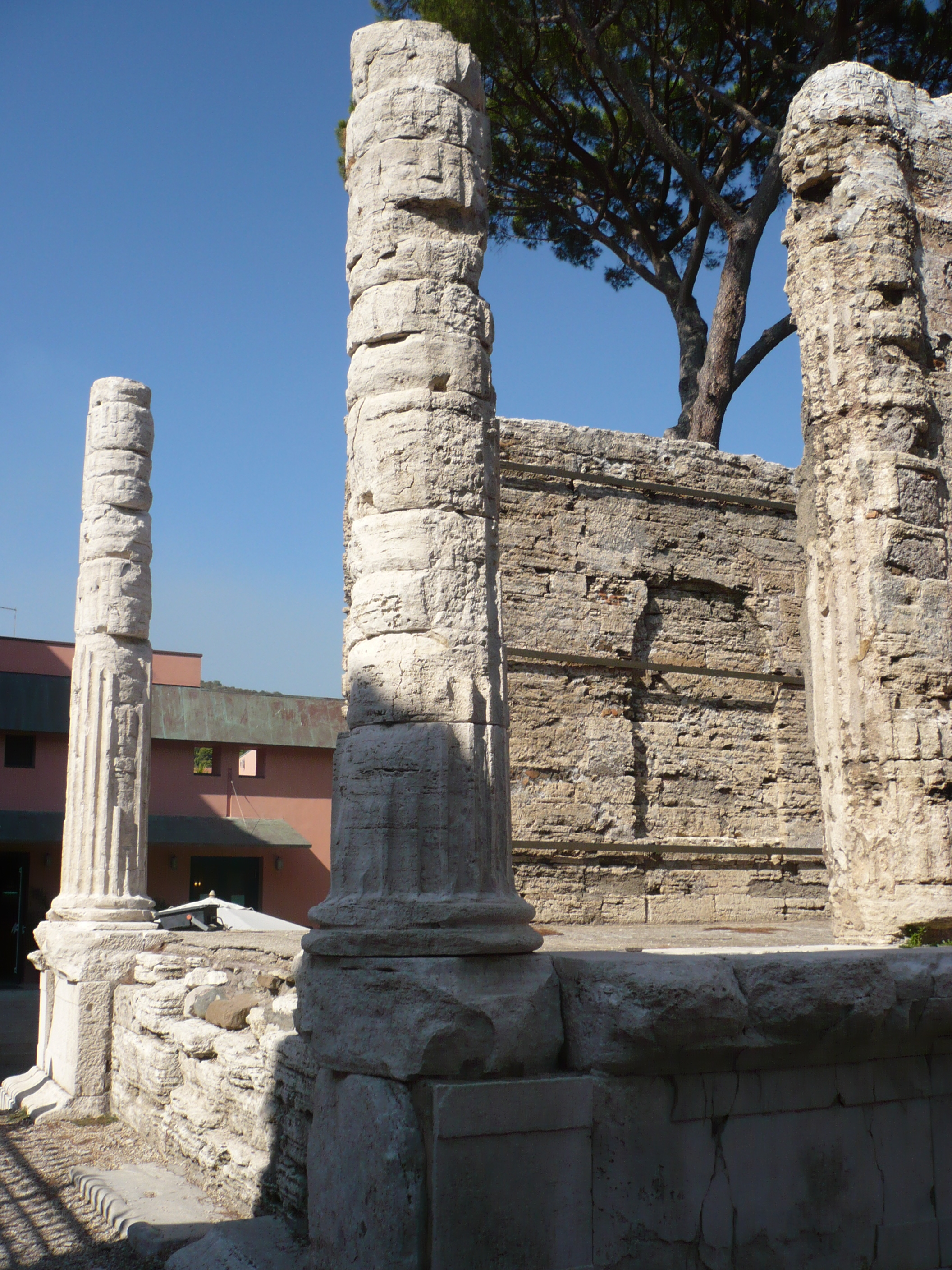
Temple de la Sibylle à Tivoli.

Albunéa  (latin : Albunea), plus connue sous le nom de sibylle tiburtine,  est une nymphe qui compte parmi les plus fameuses sibylles de l'antiquité romaine grâce à ses dons de prophétie.

## Mythologie
Selon la mythologie, Albunéa rend ses oracles dans un bois près de Tibur (aujourd'hui Tivoli), dans la grotte d'Albunea, sous l'acropole de Tivoli). Les habitants de Tibur lui érigent au IIe siècle av. J.-C. le temple de la Sibylle sur les sommets de la ville pour célébrer son culte, temple qui est toujours visible de nos jours au centre de Tivoli à côté de celui de Vesta.
À l'époque chrétienne, il est considéré que la sibylle Albunéa avait prédit la naissance du Christ à l'empereur Auguste. La basilique Santa Maria in Aracoeli est édifiée à partir du VIe siècle à côté du Capitole de Rome, sur le site où la sibylle a selon la légende montré la Vierge et l'Enfant auréolés d'un ciel brillant. Cette légende est restée très populaire et l'est devenue particulièrement à l'époque des Primitifs flamands dans les Pays-Bas (15e siècle).

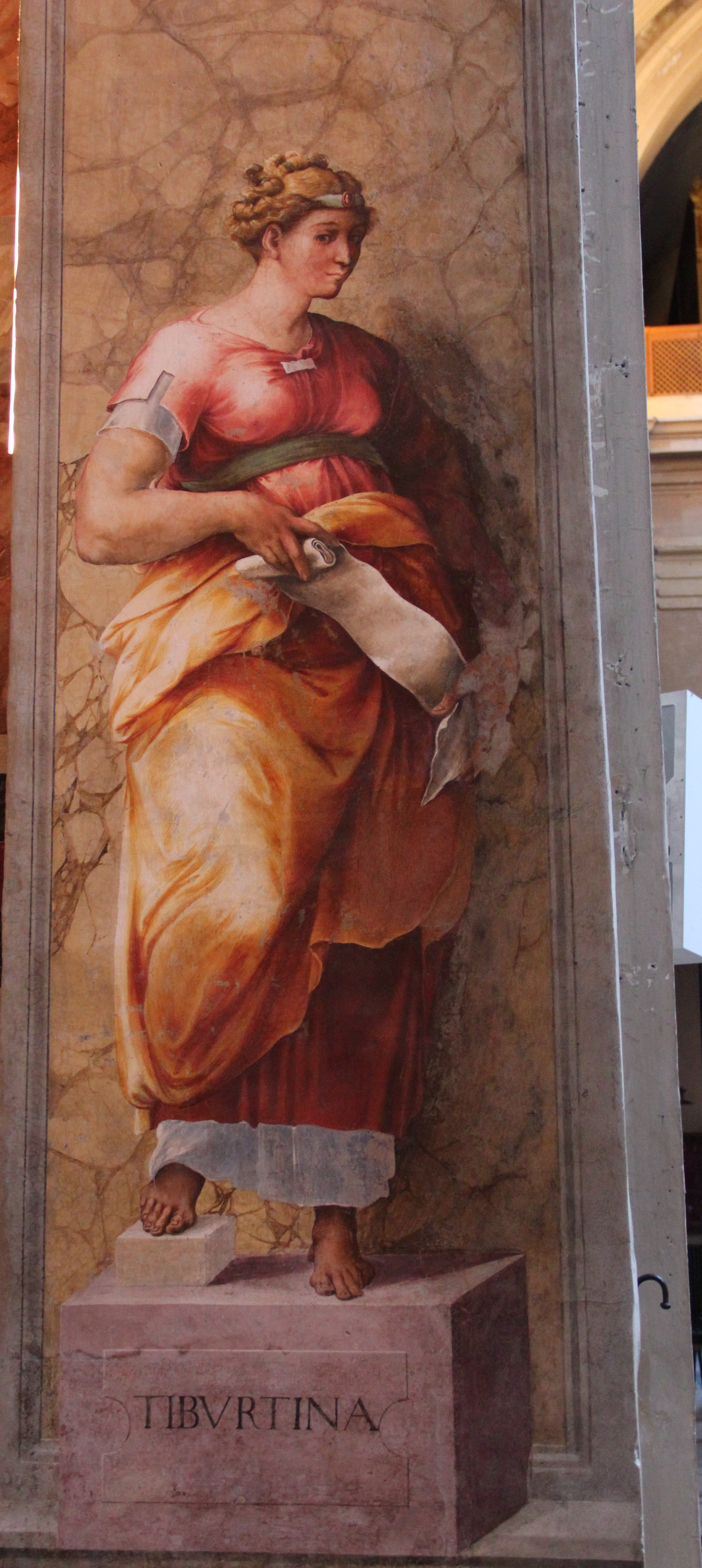
Sibylle tiburtine (XVIe siècle) dans la chapelle Marciac, Rome.
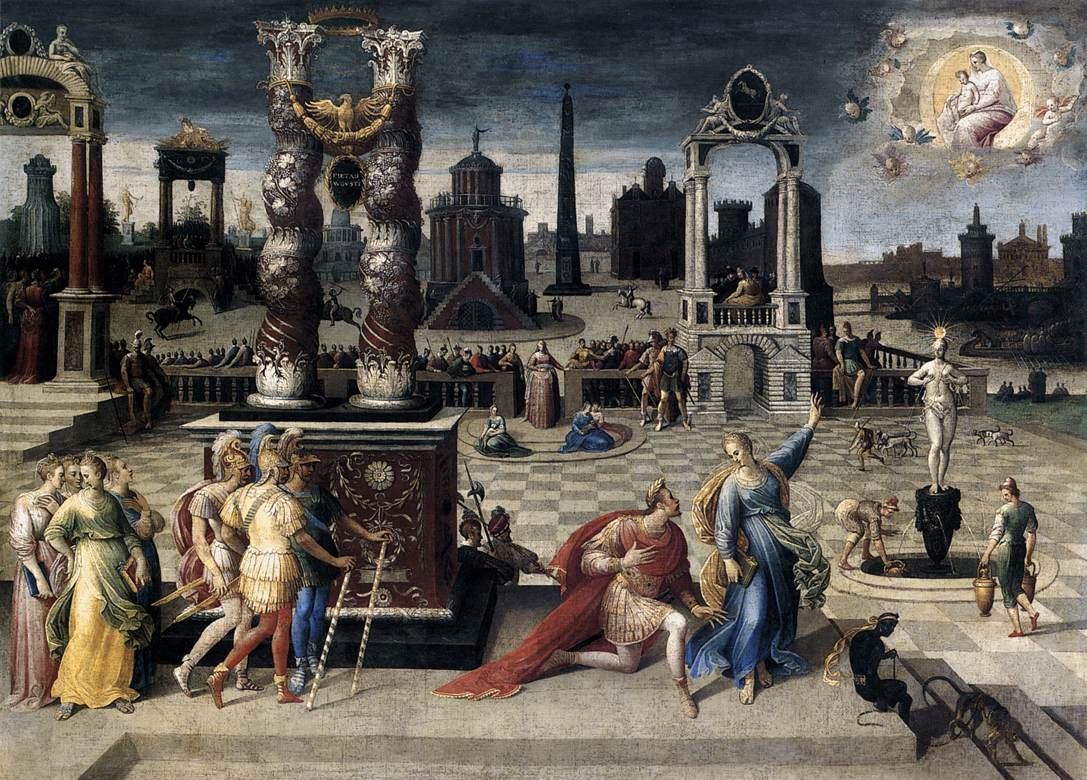
Auguste et la Sibylle tiburtine (1575-1589) par Antoine Caron, Musée du Louvre, Paris.